# ملعب شيخ الشهداء
ملعب شيخ الشهداء أو ملعب نادي الأخضر يقع في مدينة البيضاء، ليبيا  ويعد ثاني أكبر الملاعب الموجودة في مدينة البيضاء حالياً، بقدرة استيعابية 7,000 متفرج تصل إلى 10,000 متفرج في بعض الأحيان.

## التسمية
تم تسمية الملعب شيخ الشهداء نسباً لشيخ الشهداء عمر المختار، وتم تسمية الملعب بهذا الاسم 2011 بعد ثوره 17 فبراير والذي كان اسمه باسم انقلاب القذافي المنزوع من الحكم وقبل ذلك كان اسمه ملعب نادي الأخضر.

## الإنشاء
بدأ العمل في بناء في هذا الملعب سنة 1967 وتم الانتهاء منه في 1974.

## استخداماته
تقام عليه مباريات دوري الدرجة الاولى الليبي لكرة القدم، وكذلك المباريات الدولية للمنتخب الليبي لكرة القدم وهو الملعب الرسمي نادي الأخضر الليبي والاتحاد الليبي لكرة القدم.

## وصلات خارجية
موقع نادي الأخضر
موقع الاتحاد الليبي لكرة